# آرون لابونته
آرون لابونته (انگلیسی: Aaron Labonte؛ زادهٔ ۲۷ نوامبر ۱۹۸۳) بازیکن فوتبال اهل بریتانیا است.